# Campeonato Maranhense de Futebol de 1984
O Campeonato Maranhense de Futebol de 1984 foi a 63º edição da divisão principal do campeonato estadual do Maranhão. O campeão foi o Sampaio Corrêa que conquistou seu 17º título na história da competição. O artilheiro do campeonato foi Zé Roberto, jogador do Moto Club, com 17 gols marcados.

## Premiação
| Campeonato Maranhense de 1984       |
| São Luís                            |
| ----------------------------------- |
| Sampaio Corrêa Campeão (17º título) |